# Austin Hamilton
Austin Hamilton, född 29 juli 1997, är en svensk friidrottare och sprinter tävlande för Malmö AI.

## Karriär
Austin Hamilton kom med sin mor från Jamaica till Sverige som tolvåring och friidrottade då i IK Finish i Vellinge. 2012 gick han över till Malmö AI. 2015 deltog Hamilton på 100 meter vid junior-EM i Eskilstuna. Han tog sig vidare som tvåa i sitt försöksheat med 10,55, sedan gick han också vidare som tvåa i sitt semifinalheat (10,60) varefter han kom femma i finalen, med tiden 10,72. Han sprang också stafett 4 x 100 meter ihop med Emil von Barth, Thobias Nilsson Montler och Gustav Kjell; det svenska laget vann guldmedalj med tiden 39,73, vilket var nytt svenskt juniorrekord.
2016 var Hamilton vid EM i Amsterdam med i det svenska stafettlaget på 4 x 100 meter tillsammans med Emil von Barth, Tom Kling-Baptiste och Johan Wissman. Laget blev dock utslaget i försöksheaten. Vid SM-tävlingarna i augusti förbättrade Hamilton i semifinalerna sitt personliga rekord på 100 meter till 10,40 vilket innebar att han slog Erik Hagbergs gamla svenska juniorrekord på 10,42 från 2013.
Vid EM inomhus i Belgrad 2017 tog Hamilton sig överraskande till final tillsammans med Odain Rose och lyckades där ta en bronsmedalj med ett lopp på personbästa 6,63 sekunder. Vid SM i friidrott 2021 tog han brons på 100 meter med tiden 10,58.

## Personliga rekord
| Utomhus - 100 meter – 10,34 (Bydgoszcz, Polen 13 juli 2017) - 200 meter – 21,37 (Kalmar, Sverige 23 augusti 2015) | Inomhus - 60 meter – 6,62 (Norrköping, Sverige 16 februari 2019) - 200 meter – 21,89 (Malmö, Sverige 31 januari 2016) |

### Fotnoter
1. ↑  ”Personsida på Friidrottstatistik”. friidrottsstatistik.se. https://www.friidrottsstatistik.se/atswe.php?Gender=1&ID=140838. Läst 10 september 2021.
2. 1 2  ”European Athletics Indoor Championships - Belgrade 2017” (på engelska). european-athletics.org. http://www.european-athletics.org/competitions/european-athletics-indoor-championships/2017/athletics/event/mens-60m/. Läst 22 mars 2017.
3. 1 2  ”European Athletics U20 Championships - Eskilstuna 2015” (på engelska). european-athletics.org. http://www.european-athletics.org/competitions/european-athletics-u20-championships/history/year=2015/results/index.html. Läst 27 oktober 2017.
4. ↑  ”Stora SM 2013, dag 2”. trackandfield.se. Arkiverad från originalet den 3 september 2013. https://web.archive.org/web/20130903064049/http://www.trackandfield.se/resultat/2013/130830.htm. Läst 2 september 2013.
5. ↑  ”Stafett-SM 2013”. huddinge-friidrott.org. Arkiverad från originalet den 4 mars 2016. https://web.archive.org/web/20160304222253/http://www.huddinge-friidrott.org/tavlingar/13/stafettsm/resultat.htm. Läst 29 maj 2013.
6. ↑  ”Stafett-SM 2014” (pdf). idrottonline.se. Arkiverad från originalet den 2 april 2015. https://web.archive.org/web/20150402184643/http://www3.idrottonline.se/ImageVaultFiles/id_595198/cf_69694/resultat2014-05-27_2.PDF. Läst 25 mars 2015.
7. ↑  ”Stora SM 2015, dag 1”. trackandfield.se. http://www.trackandfield.se/resultat/2015/150807.htm. Läst 31 oktober 2015.
8. ↑  ”Stafett-SM 2015”. smfriidrott.com. Arkiverad från originalet den 24 november 2015. https://web.archive.org/web/20151124055051/http://www.smfriidrott.com/tavling/stafett-sm-2015/resultat. Läst 31 oktober 2015.
9. ↑  ”Stora SM 2016”. Arkiverad från originalet den 23 augusti 2017. https://web.archive.org/web/20170823210252/http://212.247.216.72/friidrott/sm16/Resultat.php. Läst 1 november 2016.
10. ↑  ”Stora SM 2017”. http://www.trackandfield.se/resultat/2017/170825_27.htm. Läst 1 oktober 2017.
11. ↑  ”Stafett-SM 2019-05-25/26”. huddingeais.se. https://data.huddingeais.se/tavling/19/stafettsm/190525.htm. Läst 25 augusti 2019.
12. ↑  ”Resultat: SM-JSM-USM-VSM Stafett, Göteborg/S 12‐13.9.20 Stafetter”. friidrottsstatistik.se. https://www.friidrottsstatistik.se/resultsswe.php?CID=12970598&Season=2020. Läst 25 november 2020.
13. ↑  ”Friidrotts-SM, Borås 27-29.8.21”. friidrottsstatistik.se. https://www.friidrottsstatistik.se/resultsswe.php?CID=12994166&Season=2021. Läst 29 augusti 2021.
14. ↑  ”SM-JSM-USM-VSM Stafett, Huddinge 31.7-1.8.21”. friidrottsstatistik.se. https://www.friidrottsstatistik.se/resultsswe.php?CID=12993132&Season=2021. Läst 29 augusti 2021.
15. ↑  ”Resultat: SM-JSM-USM-VSM Stafett, Uppsala 25‐26.5.24”. friidrottsstatistik.se. https://www.friidrottsstatistik.se/resultsswe.php?CID=13073599&Season=2024. Läst 18 juni 2024.
16. ↑  ”Stora inne-SM 2013, resultat”. trackandfield.se. http://www.trackandfield.se/Resultat/2013/130215.htm. Läst 18 februari 2013.
17. ↑  ”Stora inne-SM 2014 dag 1, resultat”. trackandfield.se. http://www.trackandfield.se/resultat/2014/140222.htm. Läst 14 januari 2015.
18. ↑  ”Stora inne-SM 2014 dag 2, resultat”. trackandfield.se. http://www.trackandfield.se/resultat/2014/140223.htm. Läst 29 januari 2015.
19. ↑  ”Stora inne-SM 2016, resultat”. livetiming.se. http://livetiming.se/track/ism16/. Läst 26 maj 2016.
20. ↑  ”ISM i friidrott - Växjö 25-26 februari 2017”. telekonsultarena.se. Arkiverad från originalet den 3 september 2017. https://web.archive.org/web/20170903123052/http://telekonsultarena.se/resultat/ISM17/Resultat.php. Läst 7 mars 2017.
21. ↑  ”ISM 2018 2018-02-27”. primawebb.se. Arkiverad från originalet den 28 februari 2018. https://web.archive.org/web/20180228042650/http://primawebb.se/giffri/ism2018/Results_Total.html. Läst 27 februari 2018.
22. ↑  ”Inomhus-SM 2019”. liveresults.se. https://liveresults.se/competition/inomhus-sm-2019?tab=results. Läst 17 februari 2019.
23. 1 2 3 4 5  ”Personsida hos Worldathletics”. worldathletics.org. https://worldathletics.org/athletes/sweden/austin-hamilton-14535158. Läst 2 september 2021.
24. ↑  ”Från debutant till gigant”. friidrott.se. Arkiverad från originalet den 19 februari 2020. https://web.archive.org/web/20200219205832/https://www.friidrott.se/nyheter/intervju/manadens/mars-2017.aspx. Läst 19 februari 2020.
25. ↑  Hedman, Jonas (19 juli 2015). ”SVENSKT JEM-GULD!”. friidrott.se. Arkiverad från originalet den 27 oktober 2017. https://web.archive.org/web/20171027130622/http://www.friidrott.se/nyheter.aspx?id=18398. Läst 27 oktober 2017.
26. ↑  ”European Athletics Championships - Amsterdam 2016” (på engelska). european-athletics.org. http://www.european-athletics.org/competitions/european-athletics-championships/history/year=2016/results/index.html. Läst 9 februari 2017.
27. ↑  Hedman, Jonas (9 juli 2016). ”Inget avancemang på 4x100”. friidrott.se. Arkiverad från originalet den 11 februari 2017. https://web.archive.org/web/20170211155042/http://www.friidrott.se/nyheter.aspx?id=19761. Läst 9 februari 2017.
28. ↑  Fridell, Magnus (26 augusti 2016). ”Svenskt juniorrekord!”. friidrott.se. Arkiverad från originalet den 7 november 2017. https://web.archive.org/web/20171107020035/http://www.friidrott.se/nyheter.aspx?id=20028. Läst 30 oktober 2017.
29. ↑  ”Larssons fjärde raka: "Gick bara för vinsten"”. friidrott.se. 27 augusti 2021. Arkiverad från originalet den 29 augusti 2021. https://web.archive.org/web/20210829114944/https://www.friidrott.se/Nyheter/allmannanyheter/2021/Augusti/larssonsfjarderakagickbaraforvinsten. Läst 29 augusti 2021.